# Philoscia guttata
Philoscia guttata är en kräftdjursart som beskrevs av Wahrberg1922. Philoscia guttata ingår i släktet Philoscia och familjen Philosciidae. Inga underarter finns listade i Catalogue of Life.